# Płomykówka złotawa
Płomykówka złotawa (Tyto aurantia) – gatunek średniej wielkości ptaka z rodziny płomykówkowatych (Tytonidae). Endemit Nowej Brytanii, narażony na wyginięcie. Nie wyróżnia się podgatunków.

## Występowanie
Jest to gatunek endemiczny, zamieszkujący obszar wyspy Nowa Brytania należącej do Papui-Nowej Gwinei. Żyje w lasach tropikalnych do wysokości około 1900 m n.p.m.

## Charakterystyka

### Morfologia
Osiąga od 26 do 33 cm i może ważyć od 400 do 800 gramów. Występuje zazwyczaj w odcieniach brązu. Przód głowy jest w kształcie serca ubarwiony w białe oraz żółte pióra.

### Dieta
Jest gatunkiem mięsożernym. Poluje na mniejsze ptaki, owady oraz gryzonie. W polowaniu pomaga im doskonały słuch.

### Rozmnażanie
Składa zwykle 2 lub 3 jaja. Czas ciąży wynosi około 32 dni. Pisklęta otwierają oczy po 10 dniach, a dojrzałość płciową uzyskują po 1 roku. Dorosłe zajmują się pisklętami około 80 dni.

### Styl życia
Sowy te są samotnikami. Na wolności żyją około 4 lat. Latają z prędkością do 33 km/h. Są obiektem polowań jastrzębi, orłów oraz innych sów.

## Status zagrożenia
W Czerwonej księdze gatunków zagrożonych Międzynarodowej Unii Ochrony Przyrody płomykówka złotawa klasyfikowana jest jako gatunek narażony (VU – Vulnerable). Szacuje się, że populacja liczy do 2500 do 9999 dorosłych osobników i stale się kurczy, głównie z powodu utraty siedlisk.